# Марк Дуилий (трибун 449 пр.н.е.)
Марк Дуилий (на латински: Marcus Duillius) е политик на Римската република през 5 век пр.н.е.

## Биография
Произлиза от плебейската фамилия Дуилии. Вероятно е този или син на Марк Дуилий (трибун 470 пр.н.е.). Вероятно е роднина и на Кезо Дуилий Лонг (децемвир 450 и 449 пр.н.е.).
През 449 пр.н.е. той е народен трибун заедно с още девет колеги: Гай Апроний, Луций Ицилий, Публий Нумиторий, Гай Опий, Марк Помпоний, Гай Сициний, Марк Тициний, Луций Вергиний и Апий Вилий.
От 451 пр.н.е. Рим се управлява чрез децемвират Decemviri Consulari Imperio Legibus Scribundis. Понеже вторите децемвири (от 450 до 449 пр.н.е.) не искат да напуснат след свършването на мандата им, започва бунт на населението против децемвирата, който насила смъква децемвирите от 449 пр.н.е. Така се прекратява съществуването на децемвирата и се въвежда отново magistratus ordinarii.